# Sceloporus asper
Sceloporus asper (жорстка купинна ігуана) — вид ігуаноподібних ящірок родини фриносомових (Phrynosomatidae). Ендемік Мексики.

## Поширення і екологія
Жорсткі купинні ігуани поширені в горах на заході Мексики, від Наярита через Халіско і Мічоакан до Герреро. Вони живуть в соснових і ялинових лісах, на висоті від 335 до 1630 м над рівнем моря. Ведуть деревний спосіб життя. Ймовірно, є живородними.